# Norbert Samuelson
Norbert Max Samuelson (15 febbraio 1936 – 9 maggio 2022) è stato un filosofo e teologo statunitense.
Samuelson è stato uno studioso di Filosofia ebraica. Ha insegnato Studi Ebraici presso l'Università statale dell'Arizona. È stato uno scrittore prolifico su vari temi religiosi e filosofici, con interessi nel campo della filosofia ebraica, filosofia e religione, filosofia e scienza, filosofia del XX secolo (con enfasi su Alfred North Whitehead e Franz Rosenzweig), storia della filosofia occidentale, e aristotelici ebrei (con enfasi su Gersonide). Ha svolto attività di conferenziere accademico internazionale.

## Opere

### Libri
- Gersonides' The Wars of the Lord, Treatise III: On God's knowledge[collegamento interrotto], Toronto, Pontifical Institute of Mediaeval Studies, 1977, ISBN 0-88844-268-8. (curatore e trad.)
- Creation and The End of Days: Judaism and scientific cosmology, Atlanta, Scholars Press, 1987, ISBN 0-89130-990-X.
- An Introduction to Modern Jewish Philosophy, Albany, State University of New York Press, 1989, ISBN 0-88706-959-2.
  - Review by M. Goldberg, The Journal of Religion, Aprile 1990, vol. 70, nr. 2, pp. 282–283.
- The First Seven Days: A philosophical commentary on the creation of Genesis, Atlanta, Scholars Press, 1992, ISBN 1-55540-768-4.
  - Review by Leonard S Kravitz, AJS Review, 1995, vol. 20, nr. 1, pp. 202–205.
- Judaism and the Doctrine of Creation[collegamento interrotto], Cambridge University Press, 1994, ISBN 0-521-45214-7.
- A User's Guide to Franz Rosenzweig's Star of Redemption, Surrey, GB, Curzon Press, 1999, ISBN 0-7007-1063-9.
- Revelation and the God of Israel[collegamento interrotto], New York, Cambridge University Press, 2002, ISBN 0-521-81202-X.
  - Review by Benjamin E. Sax, The Journal of Religion, Aprile 2004, vol. 84, nr. 2, pp. 324–326.
  - Recensione su Michael Zank, Modern Judaism, Febbr. 2004, vol. 24, nr. 1, pp. 93–100.
- Jewish Philosophy: An Historical Introduction, Londra/New York, Continuum, 2003, ISBN 0-8264-6140-9.
  - Recensione su C. Oscar Jacob[collegamento interrotto], Janus Head, 2005, 8(1), 388-393.
- The Legacy of Franz Rosenzweig: Collected Essays, Cornell University Press, 2004, ISBN 90-5867-372-3. (cur. con Luc Anckaert e Martin Brasser)
- Jewish Faith and Modern Science: On the death and rebirth of Jewish philosophy, Rowman & Littlefield Publishers, 2009, ISBN 0-7425-5892-4.

### Monografie
- Biblical Jewish Thought: The origins of Judaism, University of Virginia, 1972,  p. 96.
- Modern Jewish Thought: Major trends in Judaism[collegamento interrotto], University of Virginia, 1972,  p. 80.
- Rabbinic Thought: The foundations of Judaism[collegamento interrotto], University of Virginia, 1976,  p. 74.
- Medieval Jewish Thought: The philosophies of Judaism[collegamento interrotto], University of Virginia, 1976,  p. 88.
- Reason and revelation as authority in Judaism[collegamento interrotto], Academy for Jewish Philosophy, 1981,  p. 113.
- Judaism and Language, Academy for Jewish Philosophy, 1982,  p. 100.

### Capitoli di libri
- Judaism and Science, in  Philip Clayton e Zachary Simpson, The Oxford handbook of religion and science, Oxford New York, Oxford University Press, 2006,  pp. 41-56, ISBN 0-19-927927-6.

### Articoli (parziale)
- Ethics of Globalization and the AIDS Crisis from a Jewish Perspective  Zygon, 38, nr. 1 (2003): 125-139
- Autonomy in Jewish Philosophy "Journal of the American Academy of Religion," 72, nr. 2 (2004): 560-563
- The Death and Revival of Jewish Philosophy Journal of the American Academy of Religion, Mar., 2002, vol. 70, nr. 1, p. 117-134
- Rethinking Ethics in the Light of Jewish Thought and the Life Sciences   Journal of Religious Ethics, 29, nr. 2 (2001): 209-233
- Culture And History: Essential Partners In The Conversation Between Religion And Science ;Zygon, 40, nr. 2 (2005): 335-350
- Creation and the Symbiosis of Science and Judaism  Zygon, 37, nr. 1 (2002): 137-142
- The Economy of the Gift: Paul Ricoeur's Significance for Theological Ethics  Journal of Religious Ethics, 29, nr. 2 (2001): 235-260
- On the Symbiosis of Science and Religion: A Jewish Perspective  Zygon, 35, nr. 1 (2000): 83-97
- That the God of the Philosophers Is Not the God of Abraham, Isaac, and Jacob  The Harvard Theological Review,, Genn. 1972, vol. 65, nr. 1, p. 1-27
- Ibn Daud's Conception of Prophecy Journal of the American Academy of Religion, Sett. 1977, vol. 45, nr. 3, p. 354
- "Maimonides' Doctrine of Creation", The Harvard Theological Review, Vol. 84, Nr. 3, Luglio 1991, pp. 249–271